# Жінка III тисячоліття
Всеукраїнська Премія «Жінка III тисячоліття» — це жіноча нагорода, що вручається щорічно з 2006 року в Національній Опері України міжнародною громадською організацією «Жінка III тисячоліття» українкам, що зробили значний внесок у певну галузь та реалізовувались у різноманітних сферах діяльності у чотирьох категоріях: «Знакова постать», «Рейтинг», «Перспектива» та «Надія України» (в 2012 р. — «Надія III тисячоліття»).
За весь час премію отримали більше 420 відомих українок: Ада Роговцева, Катерина Амосова, Оксана Байрак, Ганна Безсонова, Оксана Забужко, Руслана Лижичко, Алла Мазур, Ніна Матвієнко, Лілія Подкопаєва, Наталя та Ольга Сумські, Юлія Литвиненко, Тетяна Дугельна та багато інших.

## Відзнака
Переможниці отримують статуетку роботи скульптора Володимира Шолудька, що символізує силу і витонченість, підкреслену суворість і зворушливу тендітність — риси Сучасної Жінки.
Рука витонченої жіночої фігури символічно перетворюється на крило, нагадуючи про покликання жінки оберігати й захищати, дарувати тепло й відводити негаразди. Цей образ гармонійно завершує пальмова гілка — символ миру та перемоги, яких без участі жінки досягти неможливо. Фігурка втілює лагідну жіночність і постійне прагнення досконалості та успіху, властиве жінкам, незламну силу й красу духу, недосяжну для вітрів часу.

## Номінації
- Знакова постать
- Рейтинг
- Перспектива
- Надія України

### Спеціальні номінації
У 2010 та 2015 роках були вручені спеціальні нагороди:
Спеціальною нагородою «Знакова мама» у 2010 році була відзначена Крутая Світлана, мати відомого композитора Ігоря Крутого. Ця скромна жінка зуміла побачити у своїх дітях справжній талант та доклала чимало зусиль, щоб допомогти їм стати успішними.
Спеціальною премією — Я ВІЛЬНА! у 2015 році була заочно нагороджена політув'язнену, старшу лейтенантку Збройних Сил України, народну депутатку України, Героїню України Надію Савченко. Статуетку відзнаки для сильних українок — «Діамантова зірка» матері Марії Іванівні та сестрі вручив зі сцени Національного театру оперети народний депутат Андрій Кожем'якін.

### Особливості
За правилами, всі переможниці Всеукраїнської премії набувають членства Міжнародної громадської організації «Жінка III тисячоліття». Ця організація ставить своїм завданням досягнення соціальної рівності жінок у суспільстві, поліпшення ситуації в галузі охорони здоров'я, підтримку театрального мистецтва, допомогу талановитим дітям-сиротам та підтримка обдарованих дітей з усієї України.